# Liste de personnalités nées à Los Angeles
Cette liste non exhaustive répertorie les personnalités nées à Los Angeles, dans l'État de la Californie, États-Unis, en suivant un classement par ordre chronologique. Pour chaque personnalité sont donnés le nom, l'année de naissance, l'année de décès le cas échéant, précision du quartier et la qualité ou profession.
Cf. également « Liste des quartiers de Los Angeles ».

## XIXesiècle

### 1851-1870
- Gaston Célarié (1854-1931), peintre ;

### 1871-1890

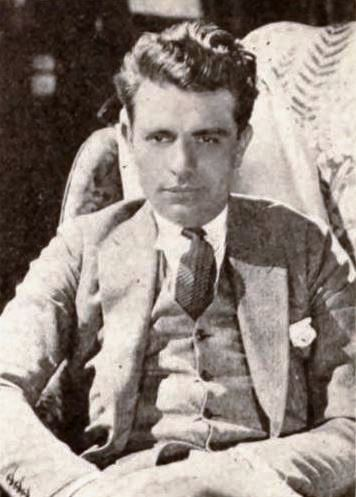
Wesley Ruggles

- Herman Glass (1880–1961), gymnaste ;
- Leo Carrillo (1881-1961), acteur ;
- Teddy Tetzlaff (1883–1929), pilote automobile ;
- Glenn Anders (1889–1981), acteur de théâtre ;
- Minta Durfee (1889–1975), actrice ;
- Wesley Ruggles (1889-1972), réalisateur et producteur ;

### 1891-1900

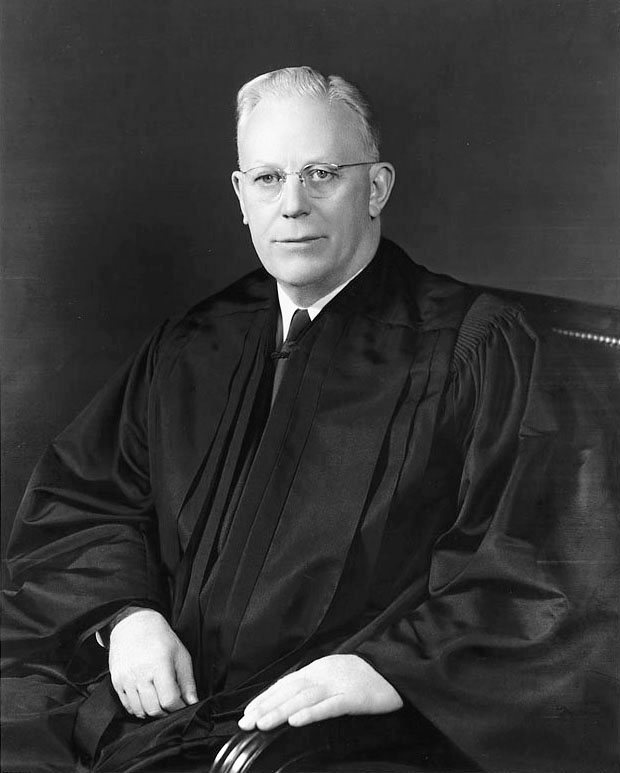
Earl Warren (1891)

- Earl Warren (1891-1974), juriste, homme politique, 20e procureur général de Californie, 14e juge en chef des États-Unis, 30e gouverneur de Californie, candidat républicain à la vice-présidence en 1948 et président de la commission d'enquête sur l'assassinat du président Kennedy ;
- Fay Bainter (1893–1968), actrice ;
- Betty Blythe (1893–1972), actrice ;
- Tay Garnett (1894–1977), réalisateur, scénariste, producteur, acteur et compositeur ;
- Adela Rogers St. Johns (1894-1988), journaliste, romancière et scénariste ;
- Busby Berkeley (1895-1976), chorégraphe et réalisateur ;
- Margaret Booth (1898–2002), monteuse et productrice ;
- Edward Curtiss (1898–1970), monteur ;
- Arthur Lubin (1898–1995), réalisateur, acteur et producteur ;
- Leo McCarey (1898-1969), réalisateur, scénariste et producteur  ;
- Adlai Stevenson (1900–1965), homme politique ;

## XXesiècle

### 1901-1910
- Russell Metty (1906-1978), directeur de la photographie ;
- Robert F. Boyle (1909-2010), directeur artistique et chef décorateur, reçut un Oscar d'honneur en 2008 ;

### 1911-1920

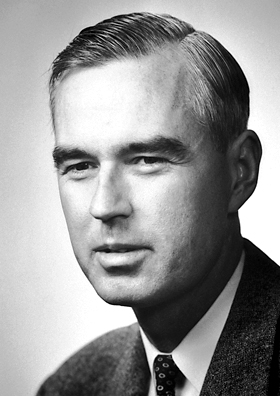
Willis Eugene Lamb (1913)

- Richard Sale (1911-1993), réalisateur et scénariste ;
- Willis Eugene Lamb (1913-2008), physicien, prix Nobel de physique en 1955 ;
- Jackie Coogan (1914-1984), acteur ;
- Woody Strode (1914-1994), joueur de football américain et acteur ;
- Barbara Billingsley (1915-2010), actrice ;
- Iva Toguri D'Aquino (1916-2006), animatrice de radio, « rose de Tokyo » durant la Seconde Guerre mondiale ;
- Norman Granz (1918-2001), entrepreneur, imprésario et producteur de jazz ;
- Bobby Riggs (1918-1995), joueur de tennis ;
- Kenny Washington (1918-1971), joueur de football américain ;
- Robert Stack (1919-2003), acteur ;
- Richard Farnsworth (1920-2000), acteur et cascadeur ;

### 1921-1930

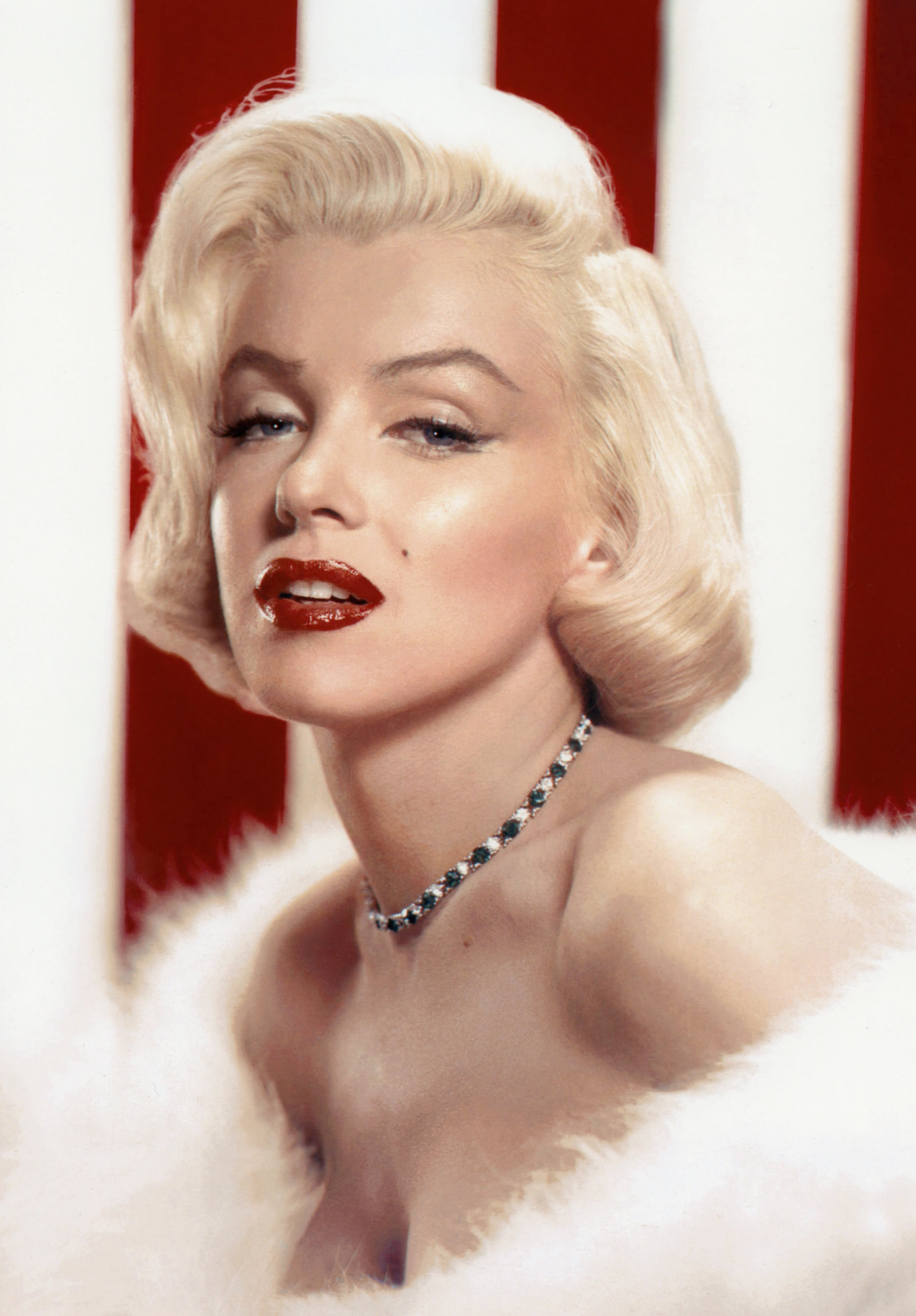
Marilyn Monroe (1926)

- Manuel Ayulo (1921-1955), pilote automobile ;
- Lynn Compton (1921-2012), officier de la Easy Company, membre du LAPD puis procureur du comté de Los Angeles ;
- Chico Hamilton (1921-2013), batteur de jazz ;
- William Schallert (1922-2016), acteur ;
- Jackie Cooper (1922-2011), acteur, réalisateur et producteur
- Dexter Gordon (1923-1990), saxophoniste ténor de jazz et acteur ;
- Mel Patton (1924-2014), athlète, double champion olympique aux Jeux olympiques d'été de 1948, 200 m et 4 x 100 m ;
- Marilyn Monroe (1926-1962), actrice ;
- Eddie Cano (1927-1988), pianiste de Latin jazz ;
- Theodore H. Maiman (1927-2007), physicien ;
- Eric Dolphy (1928-1964), musicien de jazz ;
- Jack Larson (1928-2015), acteur ;
- Pancho Gonzales (1928-1995), joueur de tennis ;
- Bernie Hamilton (1928-2008), acteur ;

### 1931-1940
- John Smith (1931-1995), acteur ;

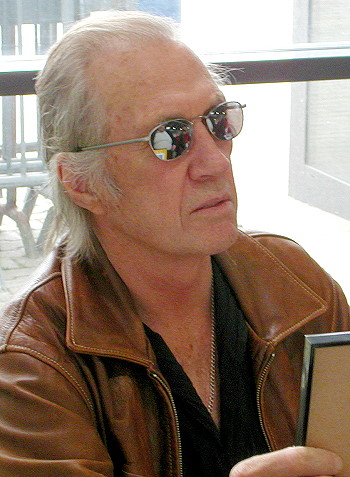
David Carradine (1936)

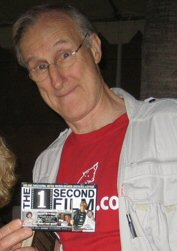
James Cromwell (1940)

- Elizabeth Montgomery (1933-1995), pin-up et actrice ;
- Julie Newmar (née en 1933), pin-up et actrice ;
- David Carradine (1936-2009, quartier Hollywood), acteur, réalisateur, scénariste et compositeur ;
- Billy Higgins (1936-2001), batteur ;
- James Stacy (1936-2016), acteur ;
- Dustin Hoffman (né en 1937), acteur, producteur, réalisateur ;
- George Takei (né en 1937), acteur, producteur et scénariste ;
- James MacArthur (1937-2010), acteur ;
- Billy Gray (né en 1938), acteur ;
- Etta James (1938-2012), chanteuse ;
- Jon Appleton (né en 1939, quartier Hollywood), compositeur de musique électroacoustique ;
- James Brolin (né en 1940), acteur, réalisateur et producteur, père de Josh Brolin ;
- James Cromwell (né en 1940), acteur ;
- Tim Considine (né en 1940), acteur ;

### 1941-1950

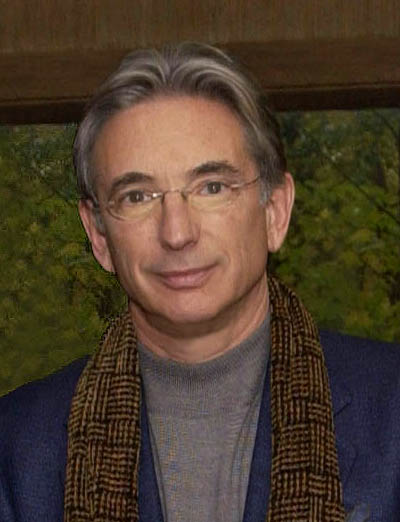
Michael Tilson Thomas (1944)

- Lawrence Foster (né en 1941), chef d'orchestre ;
- David Crosby (né en 1941), chanteur, guitariste, compositeur de folk, folk rock (The Byrds, Crosby, Stills and Nash);
- Jerry Heller (né en 1941, quartier Encino), cofondateur de Ruthless Records ;
- Bobby Hutcherson (né en 1941), vibraphoniste de jazz ;
- Ryan O'Neal (né en 1941), acteur ;
- Dennis Provisor né en 1943, musicien et compositeur américain.
- Willie Hutch (1944-2005), auteur-compositeur-interprète, guitariste et compositeur de musique ;
- Michael Tilson Thomas (né en 1944), compositeur, chef d'orchestre et pianiste ;
- Mia Farrow (née en 1945) comédienne ;
- Diane Keaton (née en 1946), actrice ;
- Frank Marshall (né en 1946), producteur et réalisateur ;
- Susan Saint James (née en 1946), actrice ;
- Liza Minnelli (née en 1946), actrice, chanteuse et danseuse ;
- Johnny Crawford (né en 1946), acteur ;
- Patricia Krenwinkel (née en 1947), criminelle et meurtrière membre de la « famille Manson » ;
- Daniel Yergin (né en 1947), écrivain, historien et spécialiste de l'énergie et des relations internationales, il enseigne à l'Université Harvard ;
- James Ellroy (né en 1948), écrivain ;
- Jeff Bridges (né en 1949), acteur, chanteur et producteur ;
- Lindsay Wagner (née en 1949), actrice ;
- Jan Smithers (née en 1949), quartier North Hollywood), actrice ;
- Sidney Wicks (né en 1949), joueur de basket-ball, en NBA de 1971 à 1981 ;
- Jon Provost (né en 1950), acteur ;

### 1951-1960

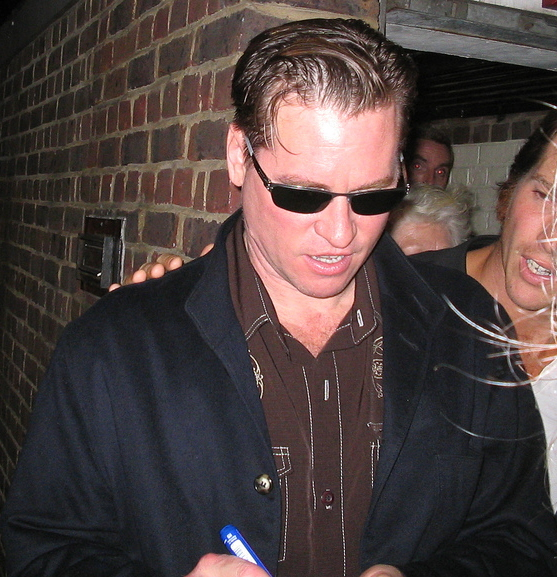
Val Kilmer (1959)

- Keb Mo (né en 1951), chanteur et guitariste de blues ;
- Robert Shields (né en 1951), mime ;
- David Glen Eisley (né en 1952), acteur et musicien ;
- Geshe Michael (né en 1952), enseignant de bouddhisme tibétain ;
- Walter Mosley (né en 1952) écrivain de romans policiers ;
- Herb Ritts (1952-2002), photographe de mode ;
- James Newton (né en 1953), flûtiste, compositeur et chef d'orchestre ;
- Shuggie Otis (né en 1953), guitariste, chanteur, compositeur et producteur de rhythm and blues, fils de Johnny Otis ;
- Corbin Bernsen (né en 1954, quartier North Hollywood), acteur, producteur et réalisateur ;
- Patrick O'Hearn (né en 1954), bassiste, multi-instrumentiste et compositeur ;
- Ken Weatherwax (1955-2014), acteur ;
- Nels Cline (né en 1956), compositeur et guitariste du groupe rock Wilco ;
- David Lang (né en 1957), compositeur de musique minimaliste ;
- John Lasseter (né en 1957, quartier Hollywood), réalisateur et producteur, responsable de la section animation de Walt Disney Pictures ;
- Jon Lovitz (né en 1957, quartier Tarzana), acteur ;
- Kenny Scharf (né en 1958), peintre ;
- Val Kilmer (né en 1959), acteur ;
- Bradley Cole (né en 1959), acteur et chanteur ;
- Frank Zagarino (né en 1959), acteur, réalisateur et producteur ;
- Jennette Goldstein (née en 1960), actrice ;
- Robert Clark Young (né en 1960, quartier Hollywood), romancier et essayiste ;

### 1961-1970

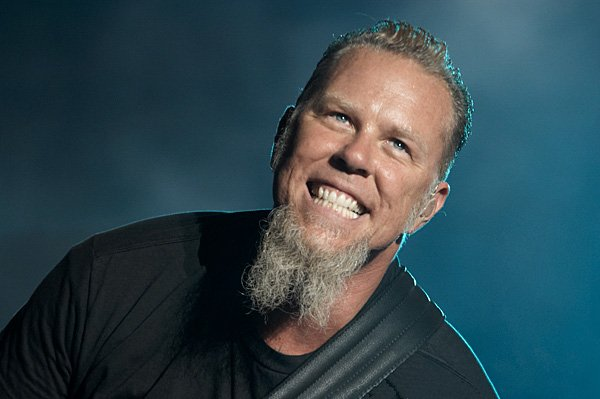
James Hetfield (1963)

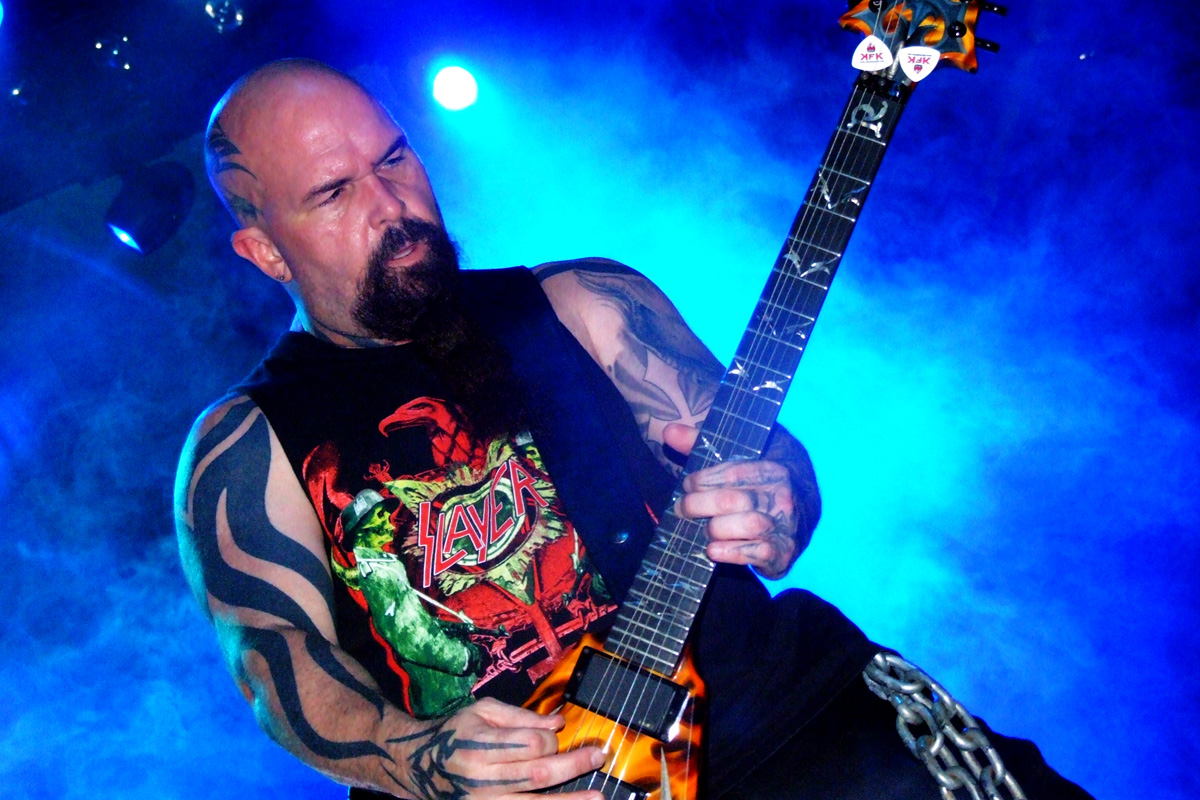
Kerry King (1964)

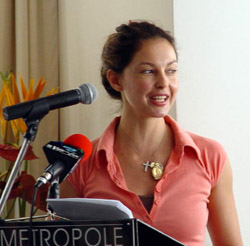
Ashley Judd (1968)

- Mary Kay Bergman (1961-1999), actrice et productrice ;
- Jodie Foster (née en 1962), actrice ;
- Gian-Carlo Coppola (1963-1986), fils aîné du réalisateur Francis Ford Coppola ;
- Eazy-E (1963-1995), rappeur du groupe Niggaz With Attitude ;
- James Hetfield (né en 1963), chanteur et guitariste du groupe Metallica ;
- Bret Easton Ellis (né en 1964), écrivain ;
- Kerry King (né en 1964), guitariste du groupe Slayer ;
- Eric Le Van (né en 1964), pianiste ;
- Christopher Judge (né en 1964), acteur ;
- Melissa Gilbert (né en 1964), actrice ;
- Dr Dre (née en 1965, Compton), rappeur ;
- John D. Olivas (né en 1965), astronaute ;
- Ted King (né en 1965, quartier Hollywood), acteur ;
- Chris Bauer (né en 1966), acteur ;
- Too $hort (né en 1966), gangsta rappeur ;
- Mike Marsh (né en 1967), ancien athlète, champion olympique sur 200 m aux Jeux olympiques d'été de 1992 ;
- Laura Wasser (née en 1968), avocate des stars ;
- Josh Brolin (né en 1968), acteur, fils de James Brolin ;
- Ashley Judd (née en 1968, quartier Granada Hills), actrice ;
- Jennifer Aniston (née en 1969, quartier de Sherman Oaks), actrice, réalisatrice, scénariste et productrice ;
- O'Shea Jackson, Sr. alias Ice Cube (né en 1969), rappeur, acteur, producteur, scénariste et réalisateur ;
- Paul Thomas Anderson (né en 1970, quartier Studio City), scénariste, réalisateur et producteur ;
- Kirk Cameron (né en 1970, quartier Panorama City), acteur et compositeur ;
- Geoff Lear (né en 1970), joueur de basket-ball ;
- Tim Story (né en 1970), réalisateur, producteur et scénariste ;

### 1971-1980

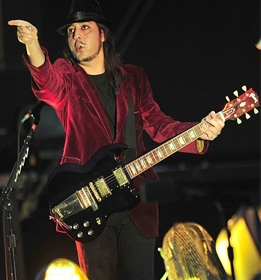
Daron Malakian (1975)

Snoop Dogg (né le 20 octobre 1971),  rappeur

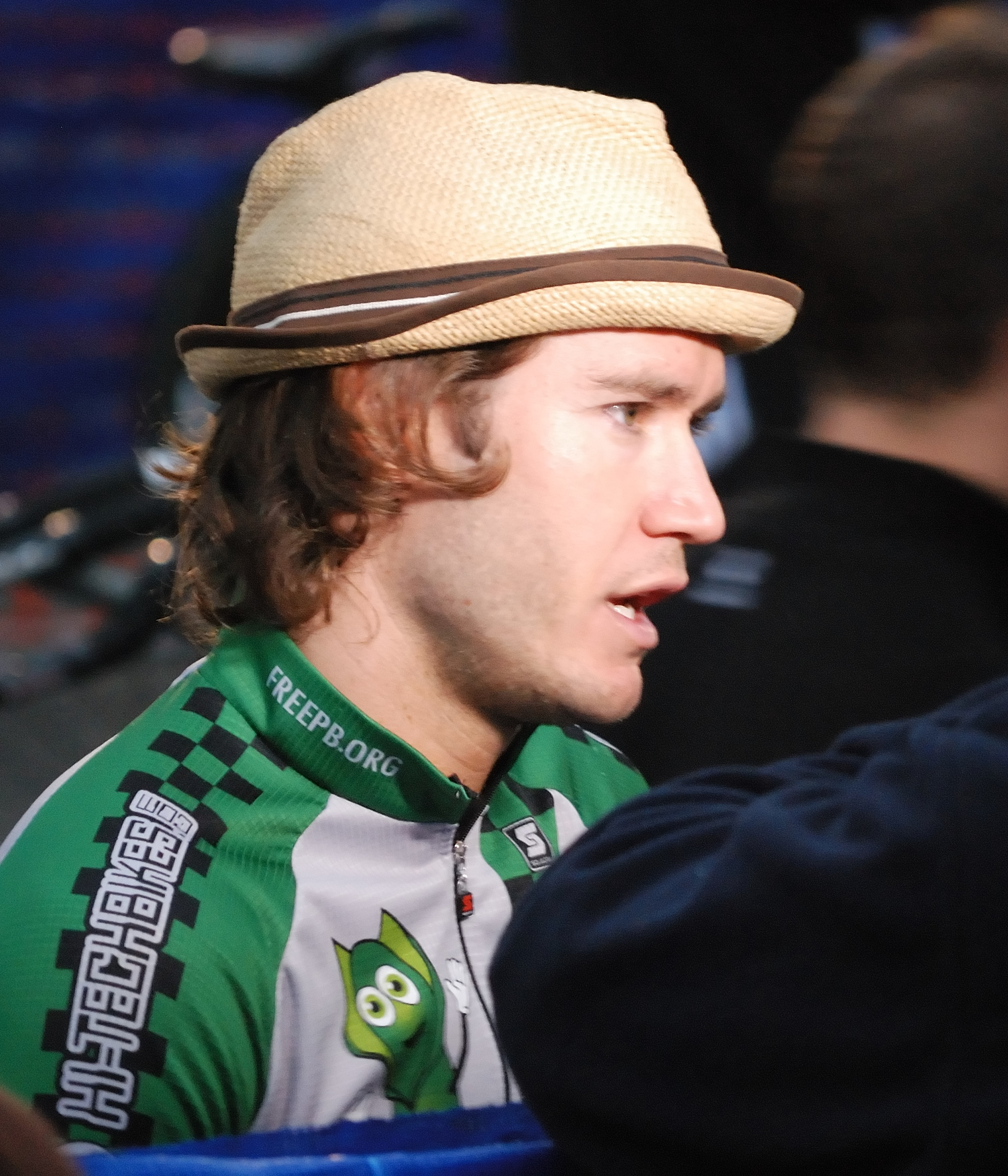
Mark Paul Gosselaar (1974)

- Paul Gray (né en 1972), bassiste du groupe Slipknot ;
- Tina Marie Jordan (né en 1972, quartier North Hollywood), modèle de charme et actrice ;
- Gwyneth Paltrow (né en 1972), actrice et chanteuse ;
- Sasha Alexander (né en 1973), actrice ;
- Mark-Paul Gosselaar (né en 1974, quartier Panorama City), acteur ;
- Leonardo DiCaprio (né en 1974), acteur ;
- Grace Park (née en 1974), actrice ;
- Will.i.am (né en 1975), chanteur et producteur ;
- Fergie (née en 1975), chanteuse  ;
- Balthazar Getty (né en 1975, quartier Tarzana), acteur ;
- Michael Klesic (né en 1975, quartier Tarzana), acteur et Cascadeur ;
- Angelina Jolie (née en 1975), actrice, réalisatrice, scénariste, productrice ;
- Daron Malakian (né en 1975, quartier Hollywood), guitariste du groupe System of a Down ;
- Omri Katz (née en 1976), acteur ;
- Candace Cameron Bure (née en 1976), actrice et productrice ;
- Troy Glaus (né en 1976, quartier Tarzana), joueur de baseball ;
- Clea DuVall (née en 1977), actrice
- Andrew W.K. (né en 1979), auteur-compositeur de musique pop/rock ;
- Baron Davis (né en 1979), joueur de basket-ball ;
- John Hennigan (né en 1979), catcheur ;
- Melina Perez (né en 1979) catcheuse ;
- Jayceon Terrell Taylor (né en 1979), rappeur et acteur ;
- Bianca Lawson (née en 1979), actrice ;
- Adam Levine (né en 1979), chanteur ;
- Jake Gyllenhaal (né en 1980), acteur ;
- Chris Pine (né le 26 aout 1980), acteur ;
- Kim Kardashian (née en 1980), personnalité médiatique, femme d'affaires, productrice, styliste et animatrice de télévision ;
- Jason Schwartzman (né en 1980), acteur, neveu de Francis Ford Coppola ;

### 1981-1990

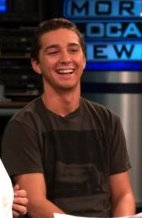
Shia LaBeouf (1986)

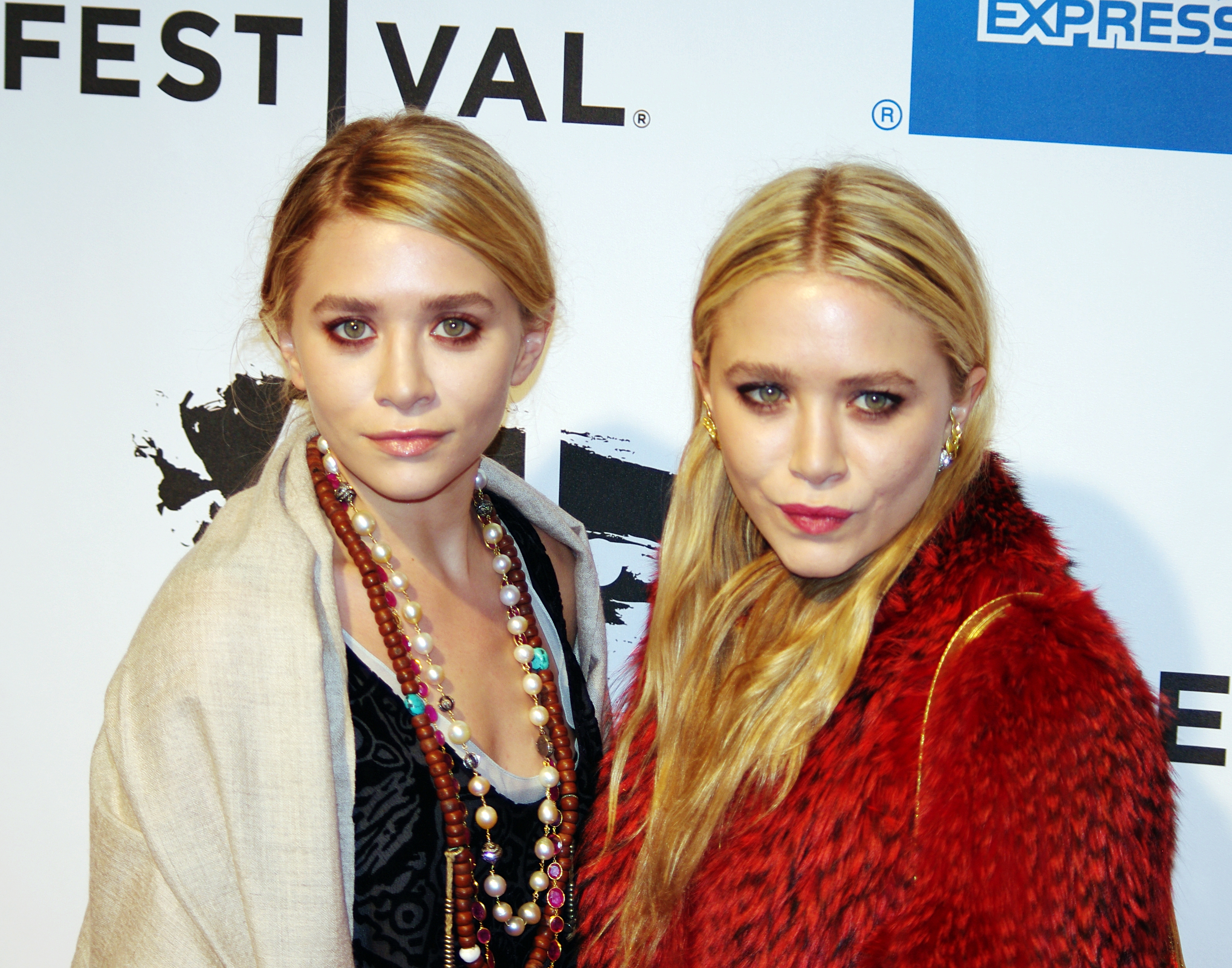
Les sœurs Mary-Kate et Ashley Olsen (1986)

- Meagan Good (née en 1981, quartier Panorama City), actrice ;
- Josh Groban (né en 1981), auteur-compositeur-interprète ;
- Joseph Gordon-Levitt (née en 1981), acteur ;
- Meghan Markle (née en 1981), actrice, membre de la famille royale britannique ;
- Brendan Ryan (né en 1982), joueur de baseball ;
- Kate Bosworth (née en 1983), actrice ;
- Andrew Garfield (né en 1983), acteur
- Ryan Braun (né en 1983, quartier Mission Hills), joueur de baseball ;
- Katharine McPhee (née en 1984), actrice et chanteuse, finaliste de American Idol 5 ;
- Victoria Kimani (née en 1985), actrice kényane ;
- Jennifer Nicole Freeman (née en 1985), actrice ;
- Jacob Chase (né en 1986, quartier Panorama City), acteur, réalisateur, monteur et Producteur de cinéma ;
- Shia LaBeouf (né en 1986), acteur ;
- Chloe Rose Lattanzi (née en 1986), chanteuse et actrice.
- Les sœurs Mary-Kate et Ashley Olsen (nées en 1986, quartier Sherman Oaks), actrices ;
- Blake Lively (née en 1987, quartier Tarzana), actrice ;
- Steven R. McQueen (né en 1988), acteur ;
- Sonny Moore alias Skrillex (né en 1988), DJ et compositeur de musique électronique ;
- Jeremy Lin (né en 1988), basketteur ;
- James Harden (né en 1989), basketteur ;
- Kristen Stewart (née en 1990), actrice ;
- Klay Thompson (né en 1990), basketteur ;

### 1991-2000

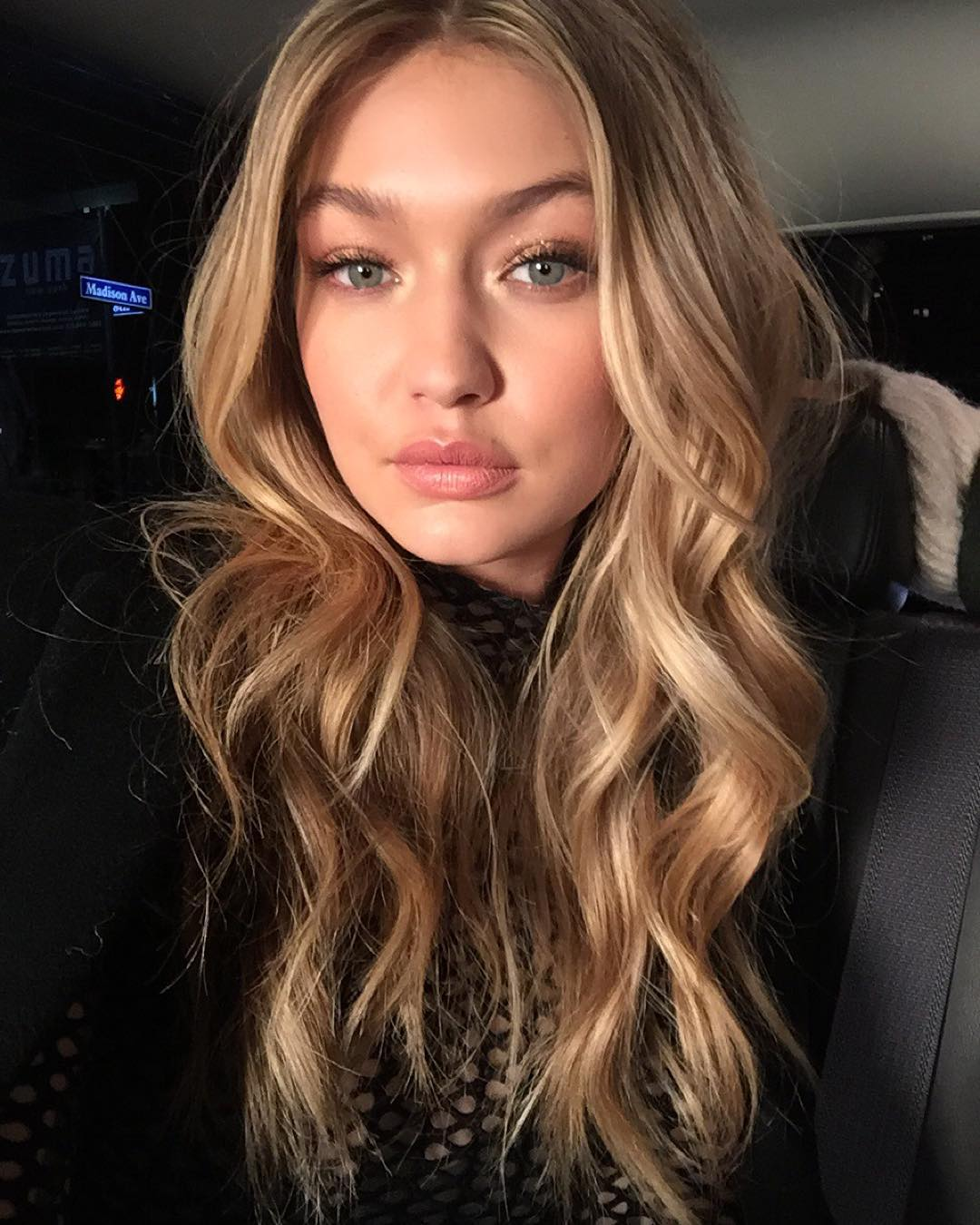
Gigi Hadid (1995)

- Kawhi Leonard (né en 1991), basketteur ;
- Jason Dolley (né en 1991), acteur ;
- Tyler Skaggs (né en 1991, quartier Woodland Hills), joueur de baseball ;
- Frances Cobain (née en 1992), artiste visuel, fille de Courtney Love et de Kurt Cobain ;
- Vanessa Marano (née en 1992), actrice ;
- Breanna Clark (née en 1994), athlète handisport ;
- Laura Marano (née en 1995), actrice ;
- Gigi Hadid (née en 1995), mannequin ;
- Bella Hadid (née en 1996), mannequin ;
- Blueface (né en 1997), rappeur américain ;
- Kylie Jenner (née en 1997),  personnalité de la téléréalité, actrice, styliste, et femme d'affaires ;
- Kerris Dorsey (née en 1998), actrice, chanteuse et mannequin  ;
- Jaden Smith (né en 1998), acteur, rappeur, danseur, chanteur, et auteur-compositeur-interprète ;
- Amandla Stenberg (né en 1998), actrice et chanteuse ;
- Cameron Boyce (1999-2019), acteur ;
- Willow Smith (née en 2000), chanteuse et actrice, fille Jada et Will Smith ;
- Finneas O'Conell (né en 1997) chanteur, frère de Billie Eilish
- Mark Tuan (né en 1993), rappeur principal et danseur

## XXIesiècle

### 2001-2010

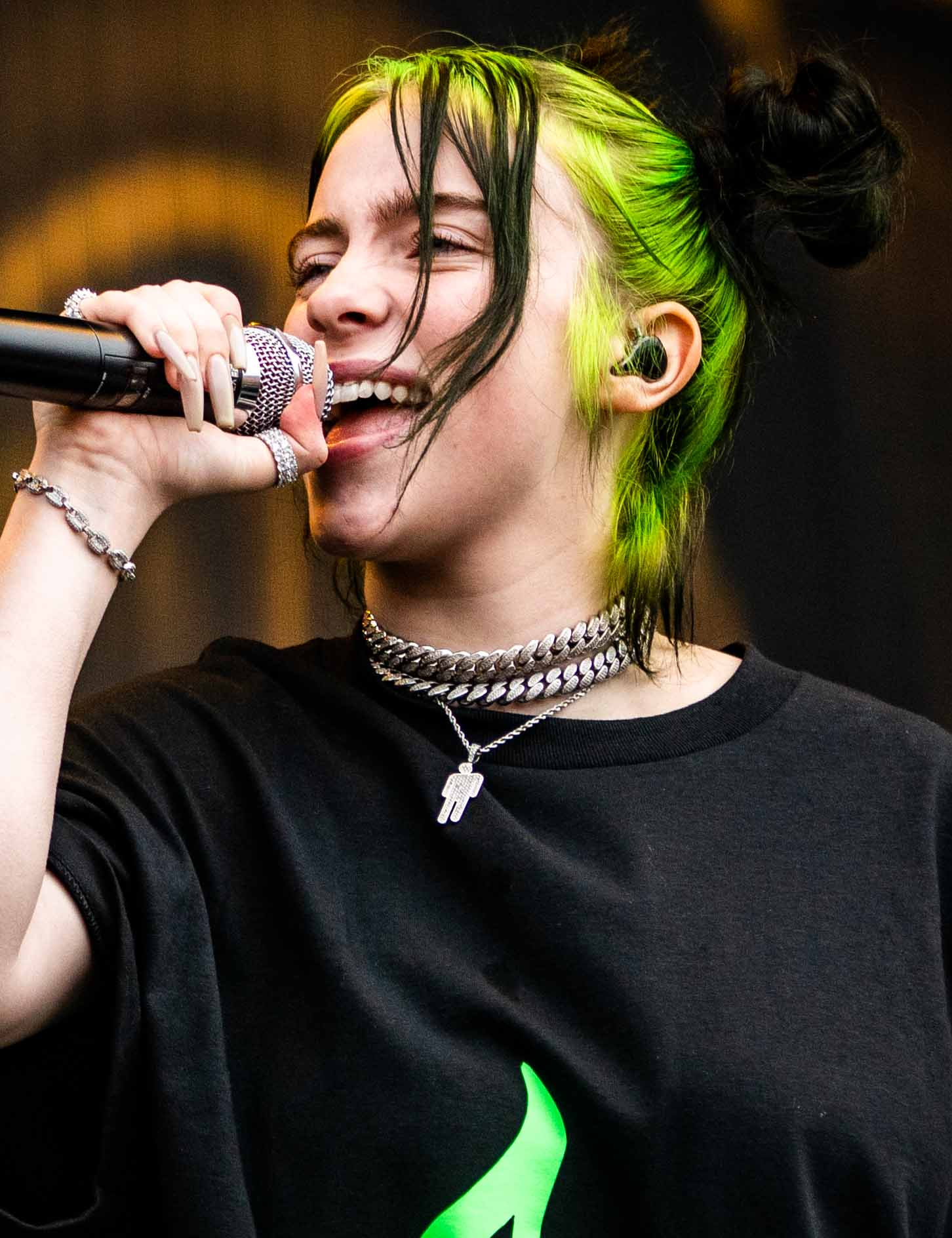
Billie Eilish (2001)

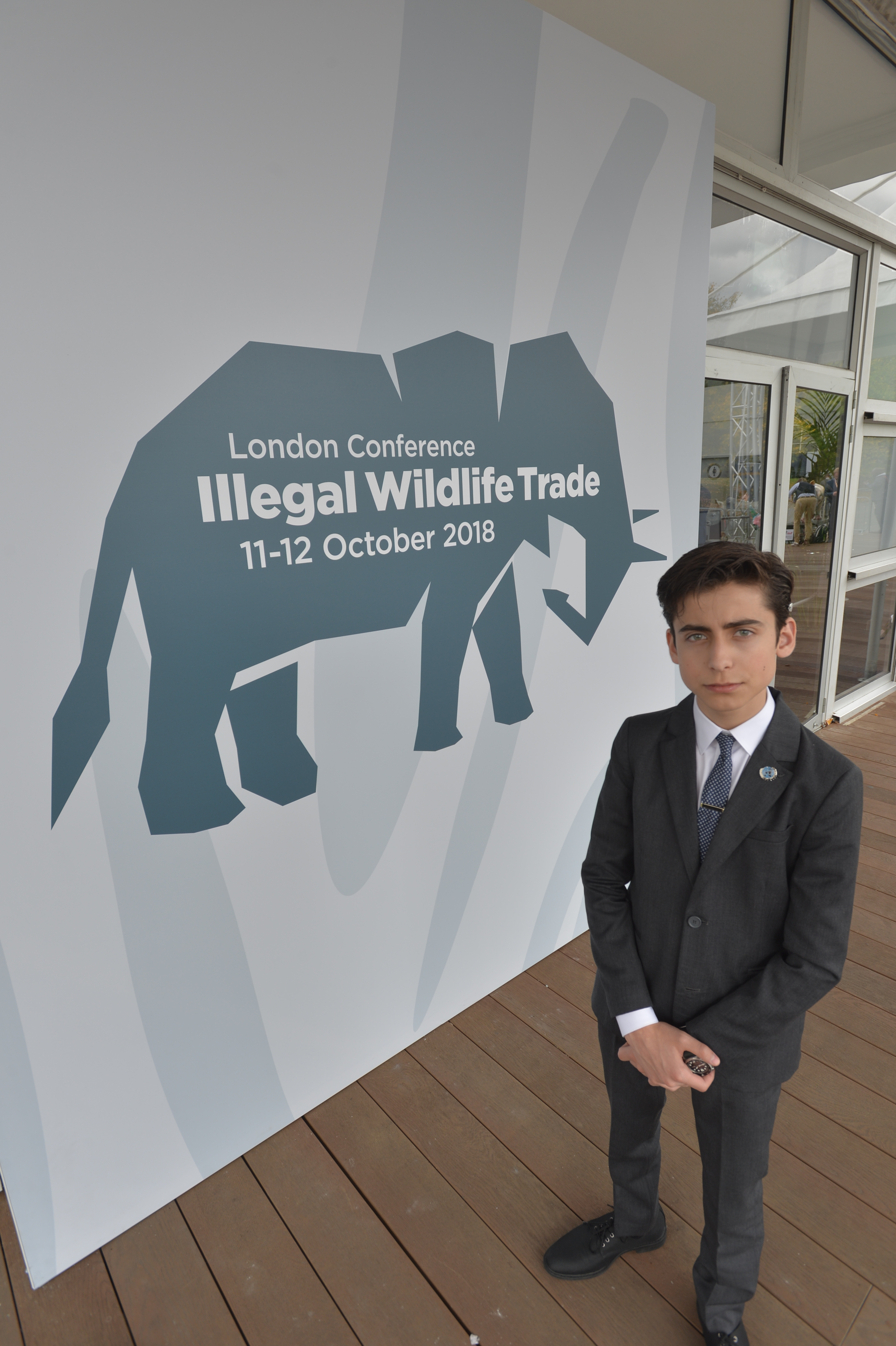

- Billie Eilish (né en 2001), chanteuse
- Aidan Gallagher (né en 2003), acteur, chanteur